# Antas do Barrocal

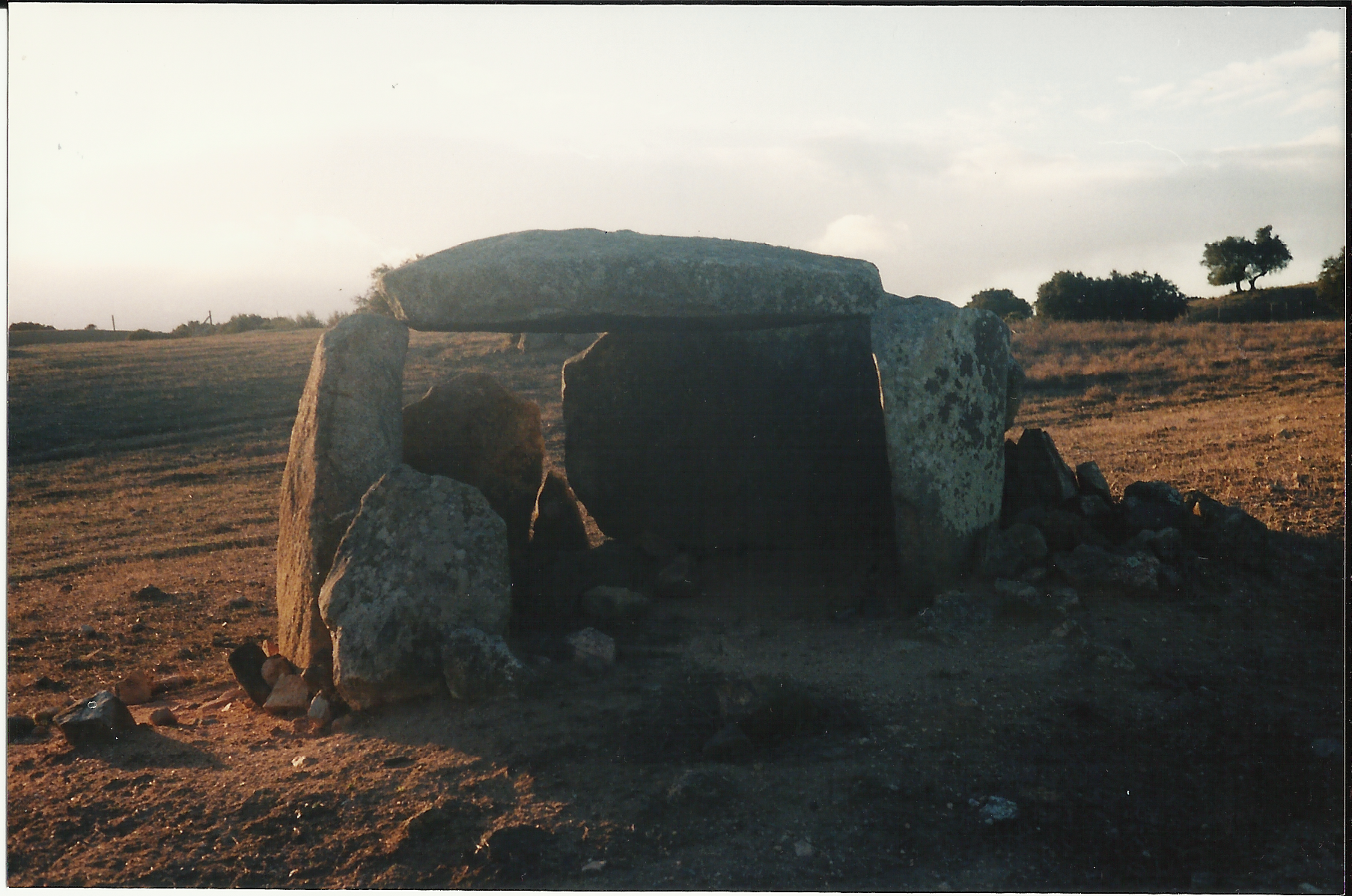
Anta 2

As Antas do Barrocal é um conjunto de dólmenes no Monte do Barrocal, em Nossa Senhora da Tourega, Évora, Portugal. Em conjunto com as antas do Monte do Álamo a norte do Barrocal até ao conjunto do Zambujeiro mais a norte constitui uma zona de alta concentração de vestígios megalíticos. 

## Anta 1 do Barrocal
De entre as antas destaca-se a Anta 1 38° 30′ 29″ N, 8° 00′ 20″ O com corredor do período Neo-Calcolítico/Calcolítico, uma câmara poligonal quase intacta, com 2 metros de altura e 3 metros de diâmetro, com sete esteios verticais e uma laje de cobertura. Restam apenas 2 esteios fracturados do corredor, à boca da câmara. Da mamoa que a deverá ter uma dia coberto não restam quaisquer vestígios evidentes.
Trata-se de um Monumento Nacional assim classificado desde 1910.

## Anta 2
A uma centena de metros a poente da Anta 1 encontra-se a Anta 2 38° 30′ 33″ N, 8° 00′ 24″ O, também ela com laje de cobertura e privada de mamoa.
Além destas duas, mais sete antas foram identificadas nas proximidades do Monte.